# Sicalis olivascens
A Sicalis olivascens a madarak osztályának verébalakúak (Passeriformes) rendjébe és a tangarafélék (Thraupidae) családjába tartozó faj.

## Rendszerezése
A fajt Alcide d’Orbigny és Frédéric de Lafresnaye írták le 1837-ben, az Emberiza nembe Emberiza olivascens néven.

## Alfajai
- Sicalis olivascens chloris Cabanis, 1846
- Sicalis olivascens olivascens (d'Orbigny & Lafresnaye, 1837)
- Sicalis olivascens salvini (C. Chubb, 1919)[2]

## Előfordulása
Dél-Amerikában, Argentína, Bolívia, és Chile és Peru területén honos. Természetes élőhelyei a szubtrópusi és trópusi magaslati cserjések, valamint legelők. Vonuló faj.

## Megjelenése
Testhossza 14 centiméter, testtömege 17–24 gramm.

## Életmódja
Kevés az információ, valószínűleg magvakkal táplálkozik.

## Természetvédelmi helyzete
Az elterjedési területe nagyon nagy, egyedszáma pedig stabil. A Természetvédelmi Világszövetség Vörös listáján nem fenyegetett fajként szerepel.